# 威氏星鯊
威氏星鲨（学名：Mustelus widodoi），又稱威氏貂鯊，為軟骨魚綱真鯊目皺唇鯊科星鯊屬的一種，被IUCN列為易危保育類動物，分布於西太平洋印尼峇里島海域，深度60至120公尺，體長最大可達108.5公分，棲息在大陸棚底層水域，屬肉食性，卵胎生，生活習性不明。